# Dave van der Burg
Dave van der Burg (Heesch, 10 juli 1993) is een Nederlandse BMX'er. In 2016 en 2023 werd hij Nederlands kampioen.

## Carrière
Van der Burg begon met racen op zesjarige leeftijd en startte zijn carrière in 1999. Hij bereikte het nationale team in 2016, en wist zich te plaatsen voor de Olympische Spelen in Tokio Parijs.
Hij begon op een kleine BMX fiets en deed in zijn eerste jaar mee aan lokale races en won de meeste hiervan. In de jaren daarna begon Van der Burg mee te doen aan nationale en internationale races. In de vroege stadia van zijn carrière won hij meerdere kampioenschappen en drie zilveren medailles in het Nederlands, Europees en Wereldkampioenschap in 2013. Dave maakte de stap naar het toppunt van het BMX - Elite Men.
Na een paar jaar te hebben gereden in het privé-team Verlu BMX werd hij in 2016 Nederlands kampioen. Hij is nu lid van het nationale team en voltijd op het Olympisch Opleidingscentrum in Papendal.

## Hoogtepunten
| # | Toernooi        |  | Jaar | Plaats                 |
| - | --------------- |  | ---- | ---------------------- |
| 6 | EK              |  | 2017 | Bordeaux, Frankrijk    |
| 2 | NK              |  | 2017 | Assen, Nederland       |
| 2 | SX World Cup #1 |  | 2017 | Papendal, Nederland    |
| 9 | UCI SX ranking  |  | 2016 | -                      |
| 1 | NK              |  | 2016 | Luyksgestel, Nederland |
| 1 | NK              |  | 2023 | Venlo, Nederland       |